# Frangy
Frangy is een gemeente in het Franse departement Haute-Savoie (regio Auvergne-Rhône-Alpes) en telt 1745 inwoners (2004). De plaats maakt deel uit van het arrondissement Saint-Julien-en-Genevois.

## Geografie
De oppervlakte van Frangy bedraagt 9,7 km², de bevolkingsdichtheid is 179,9 inwoners per km².
De onderstaande kaart toont de ligging van Frangy met de belangrijkste infrastructuur en aangrenzende gemeenten.

## Demografie
Onderstaande figuur toont het verloop van het inwonertal (bron: INSEE-tellingen).